# Scott Bitsindou
Romeni Scott Bitsindou (Brussel, 11 mei 1996) is een Congolees-Belgisch voetballer die doorgaans als verdedigende middenvelder speelt.

## Carrière

### Jeugd & buitenlands avontuur
Bitsindou speelde tot 2016 in de jeugd van Anderlecht.  Hier wist hij echter nooit door te breken. Op 20-jarige leeftijd vertrok hij bij zijn jeugdclub. Bitsindou ging op proef bij grote clubs als Olympique Marseille. Ook hier wist hij geen contract af te dwingen. Na een half jaar zonder club gezeten te hebben, ging hij in januari 2017 naar FC United Zürich. Bij deze Zwitsere derdeklasser speelde hij de tweede helft van het seizoen uit. Ook het volgende seizoen ging Bitsindou hier aan de slag, tot hij in februari 2018 naar FK Javor Ivanjica trok. Bitsindou speelde hier maar een half jaar en wist nooit zijn debuut te maken. In de zomer van 2018 moest hij beschikken omdat na degradatie naar de Servische tweede klasse er nog maar een beperkt aantal buitenlanders mochten zijn. 

### Lommel SK
Bitsindou trok terug naar België, Lommel SK om precies te zijn. De Noord-Limburgse promovendus nam de boomlange Congolese Belg transfervrij over. Bitsindou speelde hier voor het eerst op profniveau als titularis. Op het begin van de eerste periode was hij zelfs 1 van de redenen dat Lommel meestreed voor de eerste periodetitel. Bitsindou pakte vaak gele kaarten. Hierdoor kon Tom Van Imschoot niet altijd op hem rekenen. Tijdens het rouleren bij een mindere vorm verdween hij steeds meer uit de kern. Dit hield zich in zijn tweede seizoen, na het vertrek van Van Imschoot naar KRC Genk, nog altijd aan. Onder Stefán Gíslason kreeg hij amper kansen. Na zijn ontslag in oktober 2019 kreeg hij onder de nieuwe trainer, Peter Maes, zijn kans. Maar ook deze keer kwam het grinta in zijn spel hem niet ten goede. Hier kwam ook nog 1 korte blessure en wat trainingsachterstand bij. Zo verscheen Bitsindou pas eind december terug aan de aftrap. Helaas voor hem kwam meteen hierna de winterstop. Na de winterstop stond hij tot de stopzetting van de competitie in de basis. Zo knokte Lommel zich onder Maes van de laatste plek terug tot een zesde plek in Eerste klasse B. Hierdoor mocht men voor het eerst deelnemen aan play-off 2. De coronapandemie gooide echter roet in het eten.

### Lierse Kempenzonen
Bitsindou's contract werd niet verlengd, waardoor hij aan het einde van het seizoen naar promovendus Lierse Kempenzonen trok. Voor het turbulente seizoenseinde leek het er niet op dat Lierse zou promoveren. Hierdoor was hun kern niet voorbereid. Bitsindou was met zijn 2 jaar aan profvoetbalervaring een handige troef voor de Kempenaren. Bitsindou was bij zijn nieuwe club opnieuw titularis. Hij wist echter de agressiviteit in zijn spel nog altijd niet onder controle te houden. 

### Vervolgcarrière
Na twee jaar bij de club vertrok hij naar Schotland. Hij speelde daar voor Livingston FC, met een huurperiode bij Arbroath FC. Vanaf medio 2024 speelt hij bij de amateurs van KSK Heist.

## Interlandcarrière
Bitsindou speelde voor Belgische en Congolese jeugdelftallen. Op 2 september 2021 debuteerde hij in het seniorenelftal van Congo-Brazzaville, tegen Namibië (1-1). 